# Любша (Івано-Франківський район)
Лю́бша — село в Україні, у Рогатинській міській громаді Івано-Франківського району Івано-Франківської області. Населення становить 246 осіб.

## Розташування
Знаходиться на відстані 2 км від с. Виспа та до 2020 адміністративно підпорядковувалося Виспянській сільській раді.

## Історія
Перша письмова згадка про село сягає 1375 року. У селі є церква Покрови Пречистої Богородиці, споруджена 1807 року, реконструйована у 1912 році До 1939 року в селі діяв кооператив «Праця», станом на 1937 рік він нараховував 42 члени.
У 1939 році в селі мешкало 560 осіб (535 українців, 15 латинників, 10 євреїв)
12 червня 2020 року, відповідно до Розпорядження Кабінету Міністрів України  № 714-р «Про визначення адміністративних центрів та затвердження територій територіальних громад Івано-Франківської області», увійшло до складу Рогатинської міської громади.
19 липня 2020 року, в результаті адміністративно-територіальної реформи та ліквідації Рогатинського району, село увійшло до складу новоутвореного Івано-Франківського району.

## Населення
Населення становило станом на 09.12.1931 року — 517 осіб, на 1 січня 1993 року — 302 особи, на 1 січня 2009 року — 209 осіб.

## Школа
В селі тривалий час функціювала Любшанська філія І ст. Черченської ЗОШ І—ІІІ ст. Закрита у 2020 році.

## Релігійне життя
У селі міститься греко-католицька церква Покрову Пресвятої Богородиці.

## Відомі люди
- у селі Любша народився український письменник, журналіст і політичний діяч Любомир Франків.
- Андрій Гураль (26 січня 1948 — 21 жовтня 2019) — український письменник, поет, художник, пісняр. Автор поетичних збірок для дітей «Я маленька українка», «Всім у нашій хаті щось хороше сниться», «Криничка», «Ти стоїш на роздоріжжі», «Вербові котики». Митець, громадський діяч та лауреат премії імені Марії Підгірянки.
- Сеньків Василь — селянин, війт села протягом 20 років, посол Галицького сейму 1-го скликання[5].